# Mesto pod soncem
Mesto pod soncem (izvirno angleško A Place in the Sun) je film iz leta 1951. Film je posnet po romanu Theodora Dreisera z naslovom Ameriška tragedija. Film je bil leta 1951 zelo kontroverzen, saj je govoril o resnejših temah, kot so jih bili takratnji gledalci vajeni. Danes je film še posebej znan po legendarni ljubezenski sceni, posneti v ekstremni povečavi.

## Vsebina
Film se prične s prihodom mladega Georgea Eastmana v mesto, kjer ima njegov bogati stric tovarno kopalk. Tam se tudi zaposli in se zaljubi v sramežljivo sodelavko Alice Tripp. Nekaj dni pozneje na stričevi zabavi spozna Angelo Vickers, mlado in bogato lepotico. Takoj se zaljubita, čeprav prihajata iz povsem različnih družbenih svetov, kjub temu pa o tem ne pove Alice. Nekaj dni pozneje Alice obvesti Georga, da je noseča. Čeprav obiščeta zdravnika, jima ta noče pomagati. Doma obupan George razmišlja, kaj naj naredi. Na misel mu pade celo umor... Kmalu zatem odpotuje George z Angelo in njeno bogato družino na njihov vikend ob jezeru. Tam je izredno srečen, njegova romanca z Angelo pa se še bolj razcveti. Nekega dne ga nepričakovano pokliče potrta Alice, ki zahteva, da se takoj poroči z njo ali pa bo o nosečnosti povedala vsem. George ve, da se novica o nosečnosti ne sme razvedeti, saj ne bi potem nikoli več videl Angele. George se Angeli zlaže, da mora  obiskati bolno mamo, v resnici pa odhiti k Alice. Ta ga prisili, da odideta na poročni urad. Ker je urad zaradi praznika zaprt, George predlaga Alice, da odideta na jezero na čolnarjenje, v mislih pa ima zlobne namene ... Alice namerava iz čolna potisniti v vodo in jo utopiti. Sredi jezera George živčen razmišlja, ali naj jo ubije ali ne, Alice pa se mu medtem opraviči, ker mu povzroča te preglavice in mu zatrjuje, da bosta skupaj srečna. Zatem Alice uvidi kaj se Georgu plete po glavi, zato nenadoma vstane in povzroči, da se čoln prevrne. Alice se utopi, George pa priplava do obale in se vrne k Angeli. Ker po radiu sliši, da so najdeno truplo že identificirali in da so morilcu že na sledi, se George odloči, da bo z Angelo preživel še zadnje skupne trenutke. Skupaj se odpeljeta na deželo, ko pa se vrneta George pobegne v gozd. Tam mu pot prekrižajo policisti in ga aretirajo. Potem se začne sojenje. George trdi, da je res razmišljal o umoru, vendar se je čoln na koncu prevrnil ponesreči, ter da je bilo prepozno, da bi rešil Alice. Ko se sojenje konča, Georga spoznajo za krivega in ga obsodijo na smrt. Medtem ko preživlja svoje zadnje dneve v zaporniški celici, ga obiščeta njegova mama in duhovnik. Ta mu pove, da  edino on  sam ve ali je bila to nesreča ali umor ter ali je kriv ali nedolžen. Dan pred usmrtitvijo pa ga obišče še Angela. Čeprav Georgu ni všeč, da ga vidi takšnega, mu Angela pove da ga bo vedno ljubila in da ga ne bo nikoli pozabila. Ko končno pride  dan usmrtitve, Georga odvedejo iz celice. Medtem ko se bliža celici za usmrtitev, se mu pred očmi še zadnjič odvrtijo trenutki, ki jih je preživel z Angelo, svojo edino pravo ljubeznijo.

## Zanimivosti
- Film je prejel šest oskarjev, med drugim tudi oskarja za najboljšo režijo.
- Shelley Winters se je močno potegovala za vlogo Alice Tripp. Režiser George Stevens je temu močno nasprotoval, saj je menil, da Shelley, ki je bila takrat znana kot nekakšen seks simbol, ne bi mogla odigrati vlogo puste in revne Alice. Shelley je zato na srečanje z režiserjem prišla oblečena v preprosta in cenena oblačila ter s preprosto pričesko. George Stevens je najprej sploh ni opazil, ko pa se mu je predstavila je končno uvidel, da je pravšnja za to vlogo.
- Knjiga, po kateri je posnet film, temelji na resničnih dogodkih. Leta 1906 je namreč Chester Gillette ubil svojo nosečo punco, usmrtili pa so ga dve leti pozneje.
- Film naj bi nameravali posneti v barvah, vendar je režiser vztrajal, da film posnamejo s črno-belimi kamerami.